# Telstar 14R
«Telstar 14R», он же «Estrela do Sul 2» — спутник связи, созданный американской кампанией Space Systems/Loral по заказу канадского оператора связи Telesat. Спутник предназначался на замену не вполне исправного Telstar 14/Estrela do Sul 1, который был запущен в январе 2004 года силами Sea Launch.

## Запуск спутника
Запуск аппарата состоялся 20.05.2011 российской ракетой Протон-М с разгоным блоком Бриз-М по контракту с компанией ILS International Launch Services. Контрольный пакет акций ILS принадлежит изготовителю РН Протон-М ГКНПЦ им. М. В. Хруничева. Аппарат отделился от разгонного блока в 8:28 МСК. После этого российская часть пуска была выполнена.
Пуск стал 364-м в истории ракет семейства Протон. Ракета использовалась в 17-й раз для вывода спутников, изготовленных SS/L и 7 для вывода аппаратов, принадлежащих Telesat.

## Проблема с раскрытием солнечной батареи
Через 4 дня после выхода на орбиту оператор сообщил, что на спутнике не раскрылась полностью северная солнечная батарея. Несмотря на это, спутник в состоянии предоставлять услуги связи потребителям, хотя отмечается, что дефицит электропитания, по мере деградации солнечных батарей, ограничит возможности спутника и уменьшит САС до 12 лет. Неисправность солнечной батареи неприятна ещё и потому, что данный спутник запускался в замену однотипному аппарату Telstar 14, ставшему жертвой подобной неполадки. По состоянию на 25 мая 2011 года сообщалось, что специалисты Телстар и SS/L анализируют информацию чтобы понять причины нештатной работы спутника.
В августе 2011 года комиссия, исследующая инцидент, пришла к заключению, что причиной заедания механизма раскрытия был жгут электропроводки, сильно сместившийся со своего места из-за ослабления крепежа. Жгут помешал полностью освободить фиксатор, удерживающий солнечную батарею в закрытом состоянии. В качества решения было предложено доработать крепёж проводов. Однако в июне 2012 года батарея снова не раскрылась, на сей раз на спутнике Intelsat 19, что стало третьим случаем подобной неполадки для спутников на платформе SS/L 1300. Проблемы Telstar 14 и Intelsat 19 могли быть вызваны иными причинами. По утверждению компании SS/L, в этих двух случаях солнечная батарея могла быть повреждена по вине ракеты-носителя Зенит-3SL, когда спутники всё ещё находились под её головным отбекателем. Однако компания Sea Launch и страховые компании отрицают вину ракеты в произошедшей аварии 2004 года. Представители Sea Launch утверждают, что носитель отработал штатно, телеметрия не показывает толчков и вибраций, превышающих установленную норму. По мнению Sea Launch, даже если спутник и был повреждён ещё под обтекателем, это означает наличие дефекта, сделавшего спутник уязвимым для разного рода нагрузок при пуске.